# 막 구조

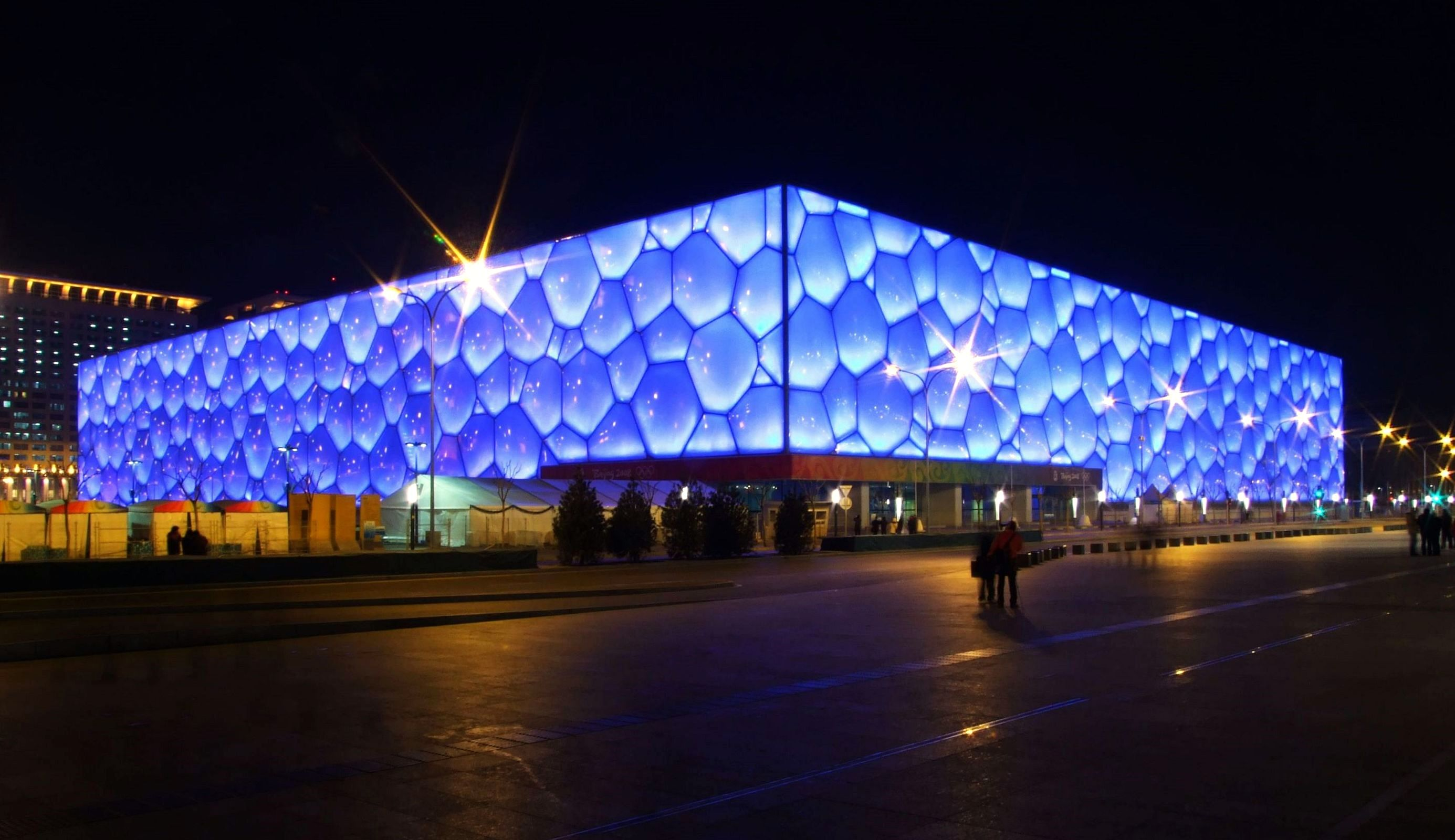
베이징의 베이징 국가수영센터

막 구조(membrane structure)는 인장된 막으로 만들어진 공간 구조이다. 막의 구조적 사용은 공기막 구조, 인장 막 구조 및 케이블 돔으로 나눌 수 있다. 이 세 가지 종류의 구조물에서 막은 케이블, 기둥 및 기타 건축 부재와 함께 형태를 이룬다.
막은 또한 비구조적 외장재로도 사용되며, 베이징 국가체육장에서는 거대한 강철 구조 부재 사이의 공간이 PTFE 코팅 유리섬유 직물과 ETFE 필름으로 채워져 있다. 2008년 하계 올림픽을 위해 지어진 이 부지의 또 다른 주요 건물은 베이징 국가수영센터로도 알려진 워터 큐브이다. 이 건물은 100,000제곱미터의 팽창된 ETFE 필름 쿠션으로 완전히 덮여 있으며, 무작위적인 세포 구조처럼 배열되어 있다.

## 재료
막 구조에 사용되는 일반적인 막은 다음과 같다:
- PVC 코팅 폴리에스터 직물
- 반투명 폴리에틸렌 직물
- PVC 코팅 유리섬유 직물
- PTFE 코팅 유리섬유 직물; 다음과 같은 필름:
- ETFE 필름
- PVC 필름.

## 갤러리

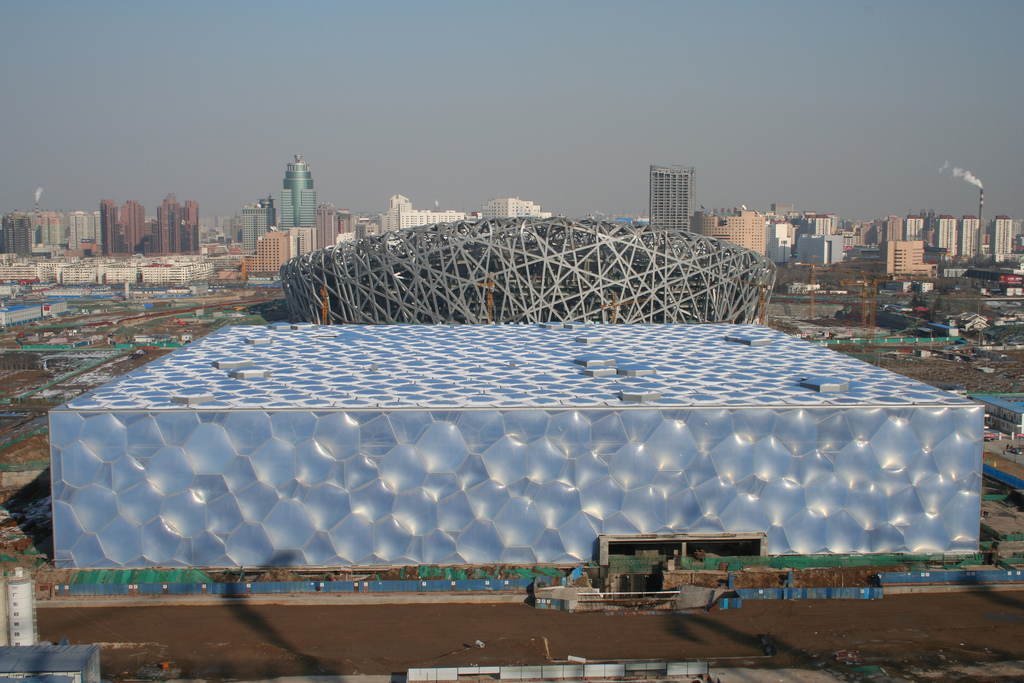
베이징 국가수영센터
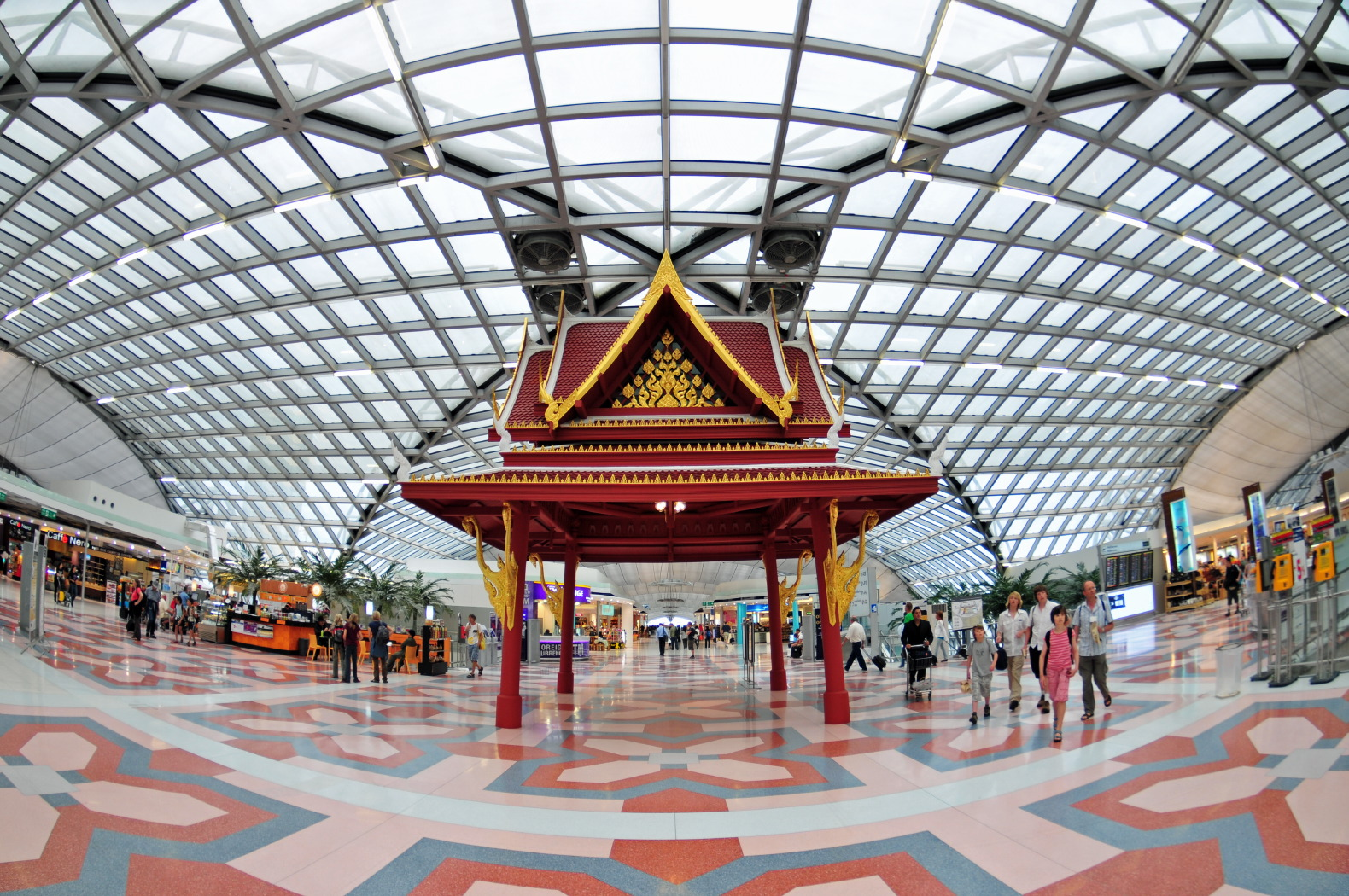
수완나품 공항, 태국
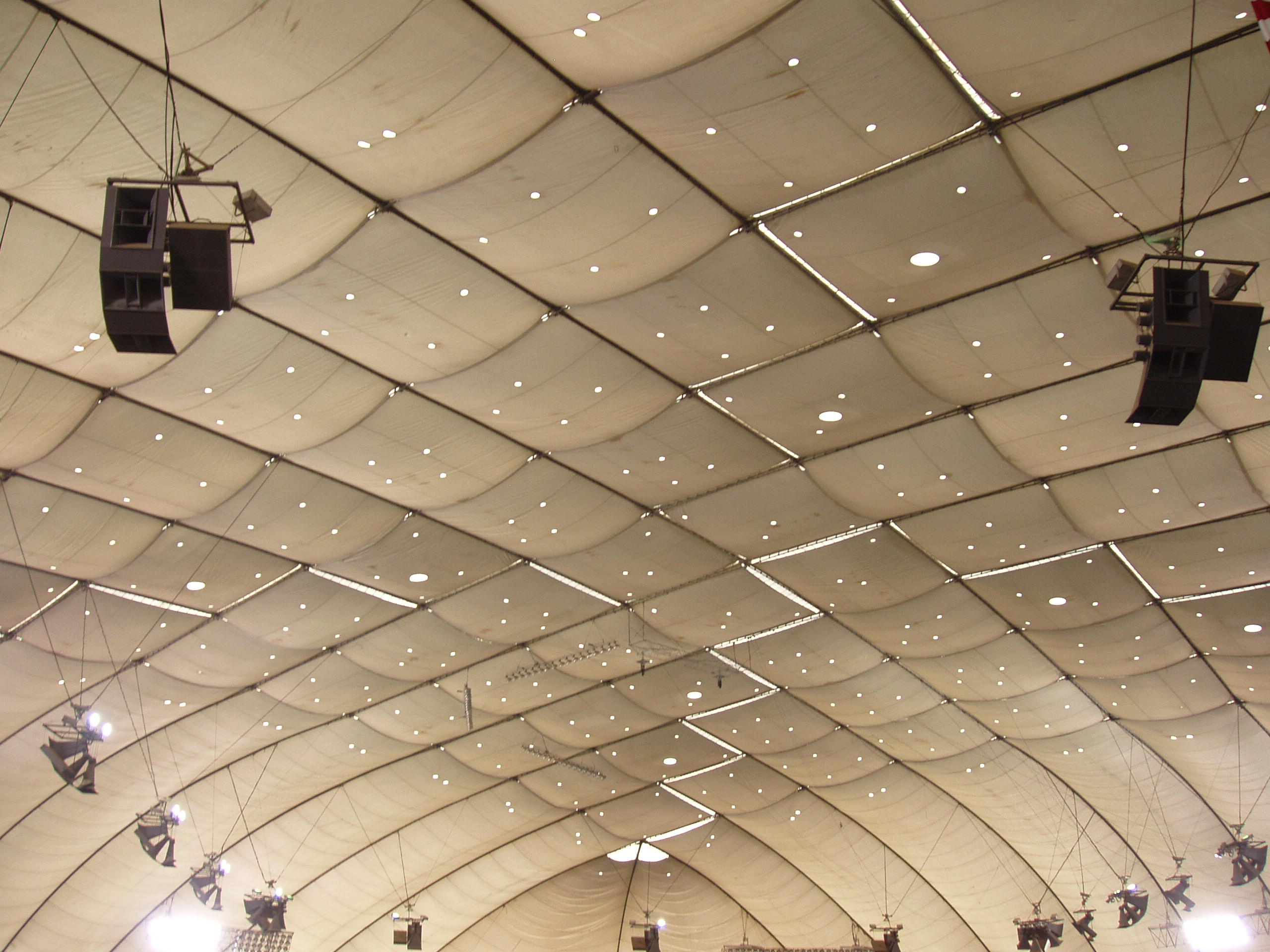
메트로돔, 미네소타
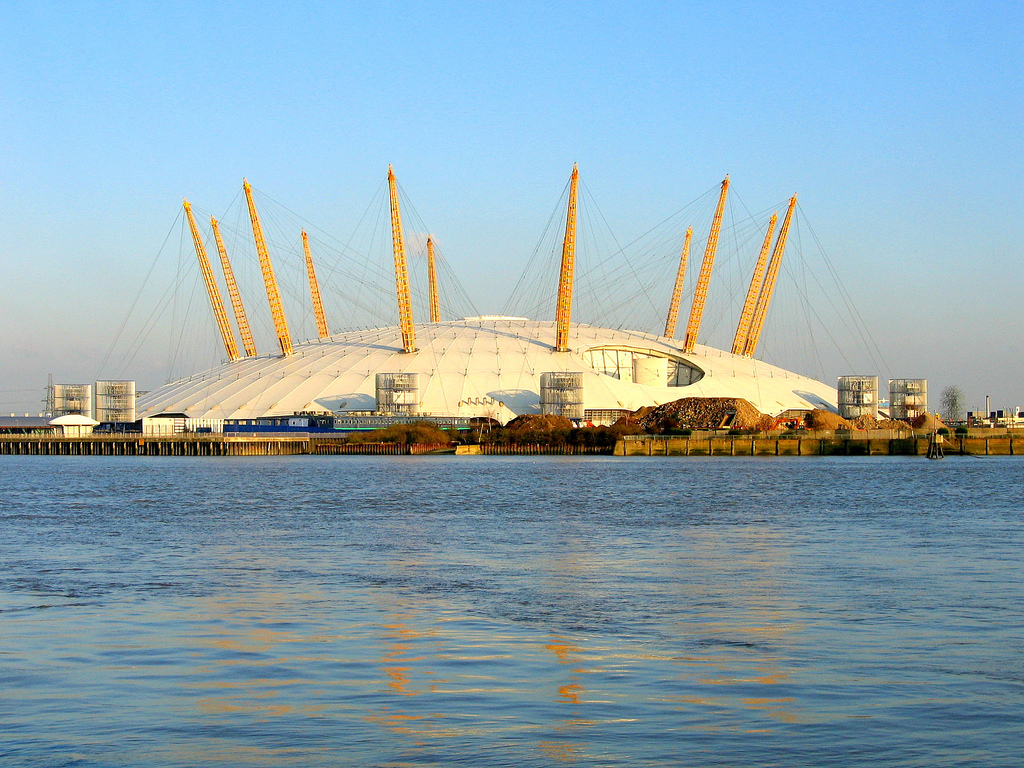
밀레니엄 돔, 런던
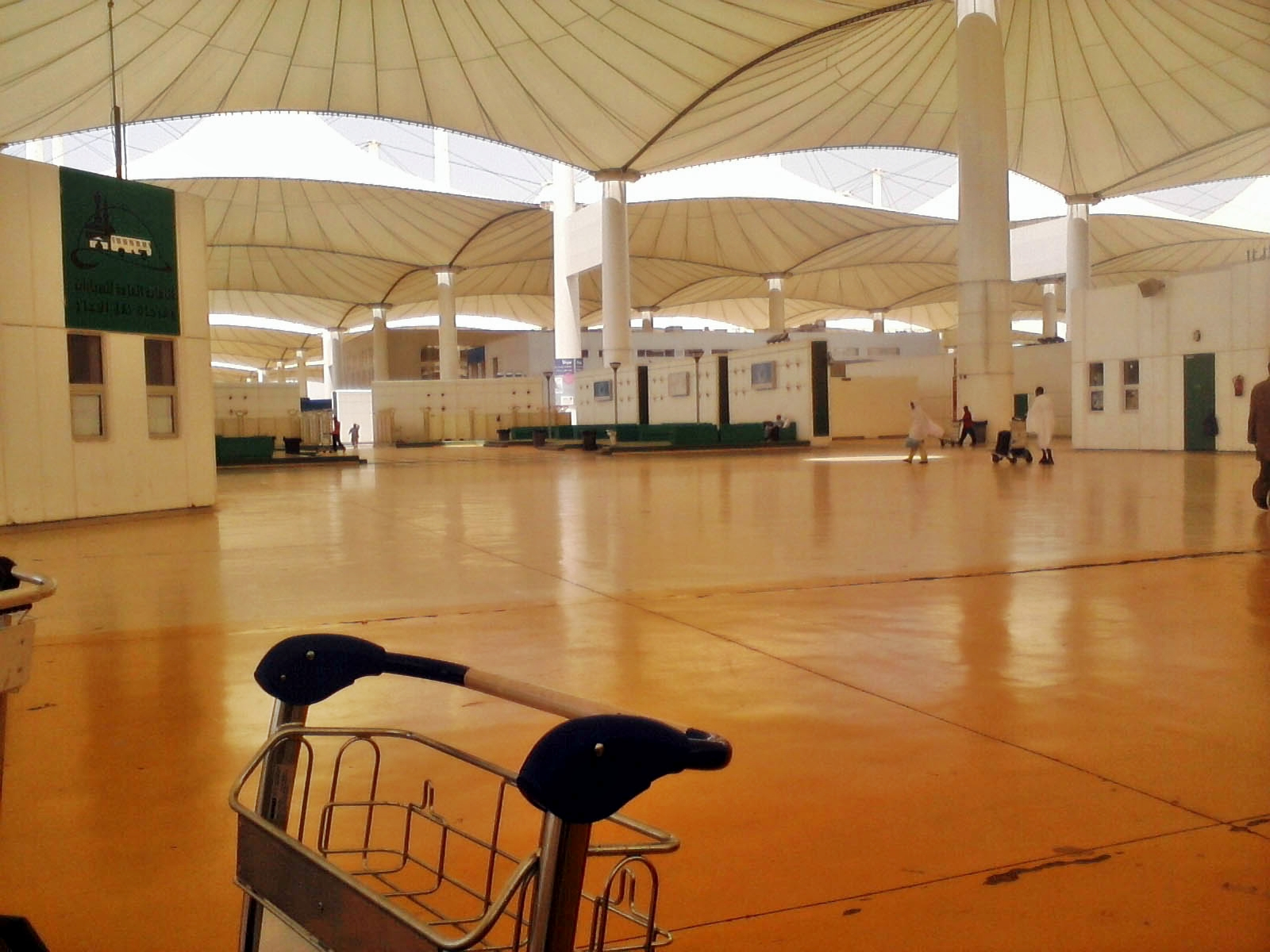
킹 압둘아지즈 국제공항
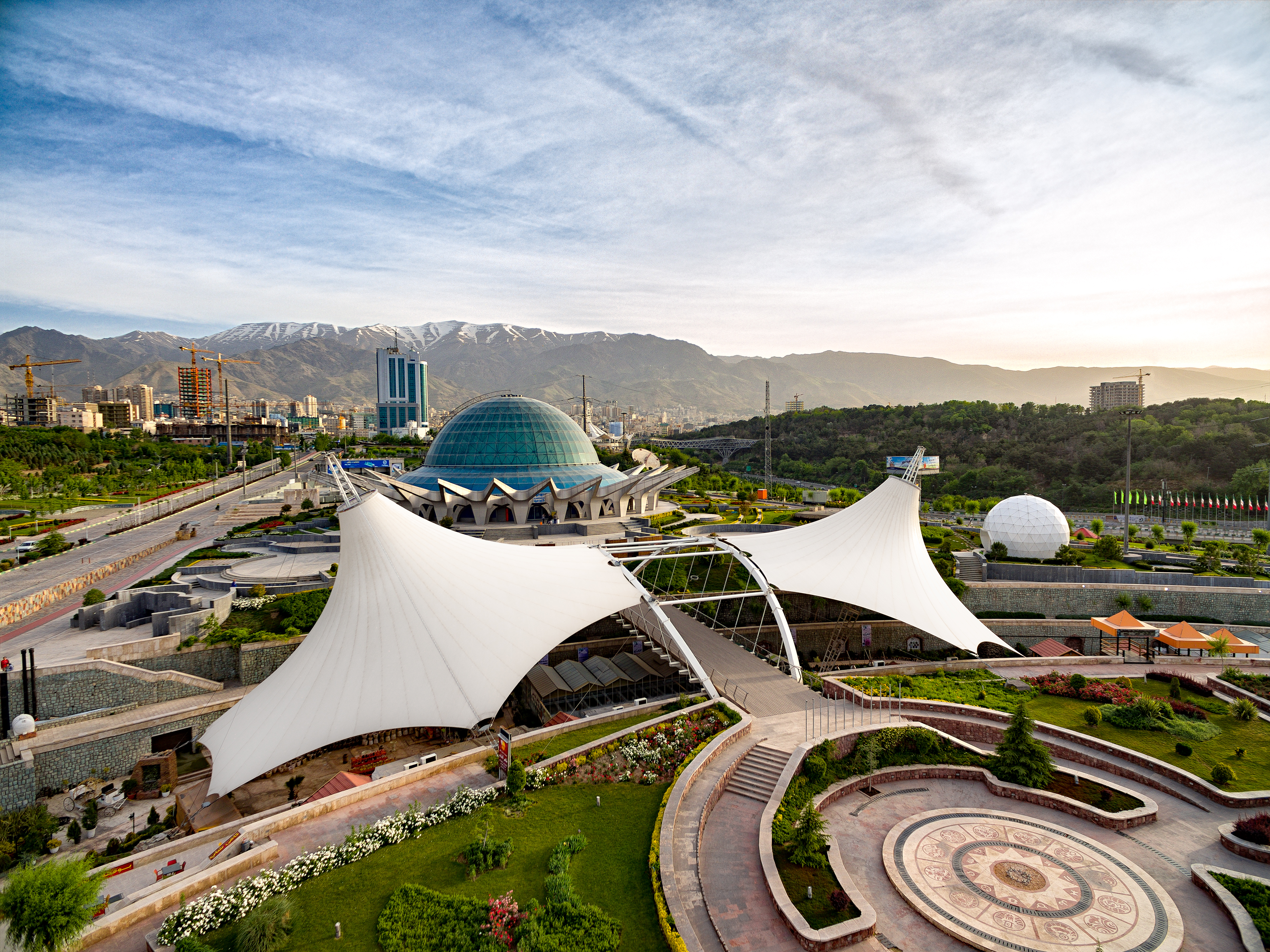
테헤란의 압오아타시 공원
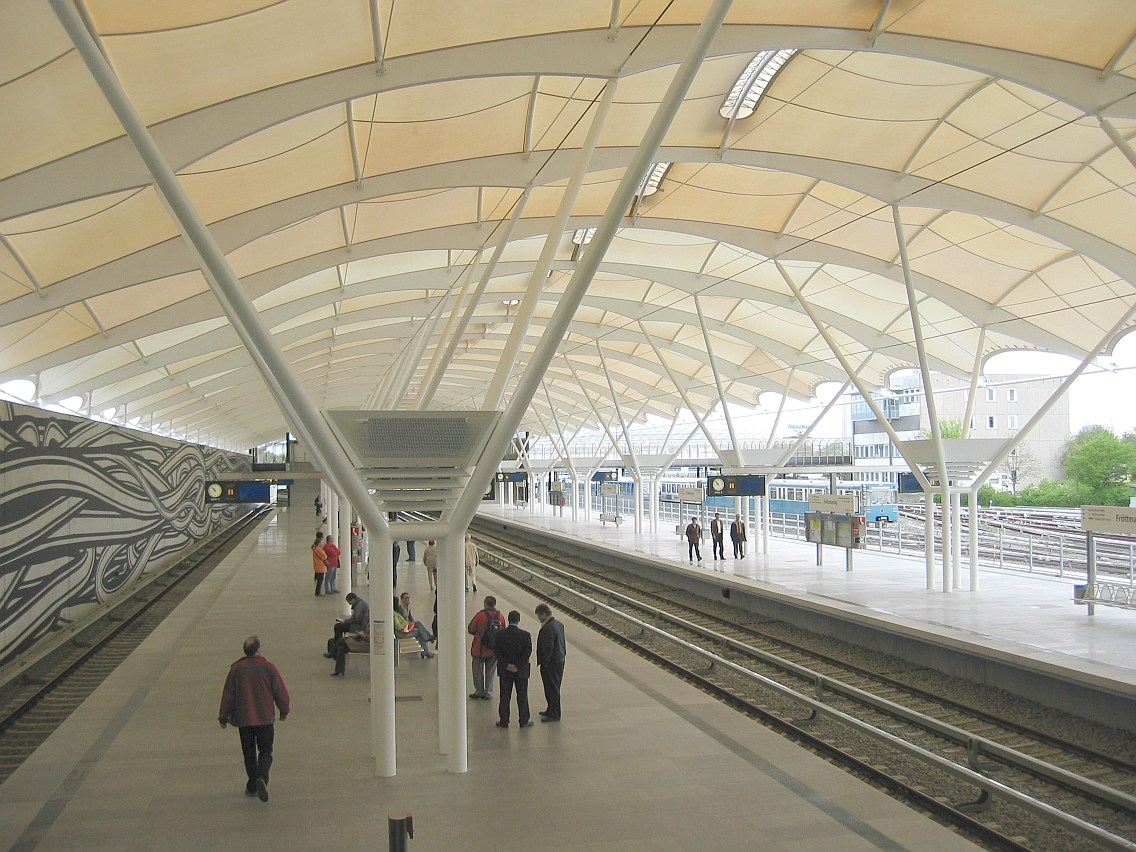
독일 뮌헨 프뢰트마닝 지하철역

## 회의
바르셀로나의 국제 수치공학 연구 센터(CIMNE)는 격년으로 국제 직물 복합 재료 및 팽창 구조물(구조 막) 회의를 개최한다.
이 회의는 바르셀로나, 슈투트가르트, 뮌헨에서 개최되었다. 회의의 10번째 에디션은 2021년 뮌헨에서 개최될 예정이다.

## 문헌
- ETFE, Technology and Design, Annette LeCuyer, Verlag Birkhäuser, ISBN 978-3-7643-8563-7
- Membrane Structures, Hrsg. Klaus-Michael Koch, Verlag Prestel, ISBN 978-3-7913-3049-5

## 같이 보기
- 인장 구조
- 인장 직물 건물
- 직물 구조
- 공기 부양 구조